# Enrique XIII de Reuss-Köstritz
El Príncipe Enrique XIII de Reuss-Köstritz (18 de septiembre de 1830, Klipphausen - 3 de enero de 1897, Baschkow, provincia de Posnania) fue un general de caballería prusiano y miembro de la Cámara de los Señores de Prusia.

## Biografía

### Origen
Enrique pertenecía a la línea de Schleiz-Köstritz de la dinastía reinante de Reuss. Era el octavo hijo del Conde Enrique LXIII de Reuss-Köstritz (1786-1841) con su segunda esposa Carolina de Stolberg-Wernigerode. Su hermano mayor fue diplomático y también miembro de la Cámara de los Señores de Prusia, el Príncipe Enrique VII de Reuss-Köstritz (1825-1906). Enrique se casó con la viuda de su hermano Enrique XII, la Condesa Ana Carolina von Hochberg (1839-1916), hija de Juan Enrique X de Hochberg, príncipe von Pless (1806-1855) y de Ida von Stechow-Kotzen (1811-1843). El matrimonio no tuvo hijos.

### Carrera militar
Enrique comenzó su carrera militar como oficial en el 12.º Regimiento de Húsares en el Ejército prusiano. El mismo año participó en el sitio de Rastatt durante la represión de la Revolución de Baden. En 1873, fue nombrado ayudante del emperador Guillermo I. A partir del 3 de febrero hasta el 12 de mayo de 1880, comandó brevemente la 29.ª Brigada de caballería y después la 11.ª Brigada de caballería. Promovido a teniente general en 1885, se convirtió en comandante de la 14.ª División en Düsseldorf. El 10 de julio de 1888, Reuss fue puesto a disposición con una pensión conservando su uniforme como general à la suite. El 27 de enero de 1890, recibió el carácter de general de caballería y el 21 de septiembre de 1896, el emperador le rindió homenaje condecorándolo con la Gran Cruz de la Orden del Águila Roja con hojas de roble.
También en 1890, el rey Guillermo II nombró a Reuss para la Cámara de los Señores de Prusia.
Reuss era un terrateniente de Bashkow, en el distrito de Krotoschin, donde murió en 1897.